# Parafia Najświętszego Imienia Jezus w Stamford
Parafia Najświętszego Imienia Jezus w Stamford (ang. Holy Name of Jesus Parish) – parafia rzymskokatolicka  położona w Stamford, Connecticut, Stany Zjednoczone.
Jest ona jedną z wielu etnicznych, polonijnych parafii rzymskokatolickich w Nowej Anglii z mszą św. w języku polskim dla polskich imigrantów.
Parafia została dedykowana Najświętszemu Imieniu Jezusa.
Utworzona 19 czerwca 1903 roku.

## Historia
Istniejący kościół został zbudowany w 1925 r. Według planów dostarczonych przez architekta Henry'ego F. Ludorfa z Hartford, Connecticut. 6 czerwca 1922 r. Parafia wkroczyła w złoty wiek swojej historii z założenia Ojca. Władasz jako pastor. Zamkniętą szkołę parafialną otworzono ponownie z Bernadine Sisters z Reading w Pensylwanii. Prace nad Świętym Imieniem Jezusa rozpoczęły się 5 kwietnia 1925 r. W tym samym roku, 23 sierpnia, biskup Nilan poświęcił kamień węgielny kościoła. W niedzielę wielkanocną 1927 r. Msza została odprawiona w dolnej części kościoła, ponieważ kościół górny nie został ukończony. Praca była powolna, ale stała. Po krachu finansowym w 1929 r. Ks. Władasz kontynuował pracę nad Kościołem. 25 grudnia 1934 r. W górnej części kościoła została odprawiona pierwsza msza święta.

## Duszpasterze
- Ks. Zdzisław Łuczycki (1903–1906).
- Ks. Ignacy Krusiński (1906–1910)
- Ks. Józef Raniszewski (1910–1917)
- Ks Fr. Ludwik Rusin (1917–1922)
- Rt. Wielebny Ks. Francis Władasz (1922–1959)
- Ks. Felix Werpechowski (1959–1971)
- Rt. Wielebny Ks. Alphonse Fiedorczyk (1971–1985)
- Ks. Stanley Kozioł (1985–1987)
- Ks. Sherman Gray (1987–2003)
- Ks. Stanisław Staniszewski CM (2003–2008)
- Ks. Eugene Kotliński CM (2008–2012)
- Ks. Paweł M. Hrebenko (2012 – obecnie)